# أوروش سلوكار
أوروش سلوكار (بالسلوفينية: Uroš Slokar)‏ مواليد 14 مايو 1983، هو لاعب كرة سلة سلوفيني يلعب في ليغا أيه سي بي ويحمل الرقم 55. يبلغ طوله 6 قدم 10.75 بوصة (2.1 م).

## فرق لعب لها
- تورونتو رابتورز
- باسكت مانريسا

## روابط خارجية
- أوروش سلوكار على موقع الاتحاد الدولي لكرة السلة (الإنجليزية)
- أوروش سلوكار على موقع الدوري الأوروبي لكرة السلة (الإنجليزية)
- أوروش سلوكار على موقع إن بي أي (الإنجليزية)
- أوروش سلوكار على موقع سبورتس رفرنس (الإنجليزية)
- أوروش سلوكار على موقع الدوري الإسباني لكرة السلة (الإسبانية)
- أوروش سلوكار على موقع كرة السلة الأوروبية.كوم (الإنجليزية)
- أوروش سلوكار على موقع ريلجم (الإنجليزية)
- أوروش سلوكار على موقع بروبوليرز (الإنجليزية)
- أوروش سلوكار على موقع سبورتس رفرنس (الإنجليزية)